# دادگاه عالی آرژانتین

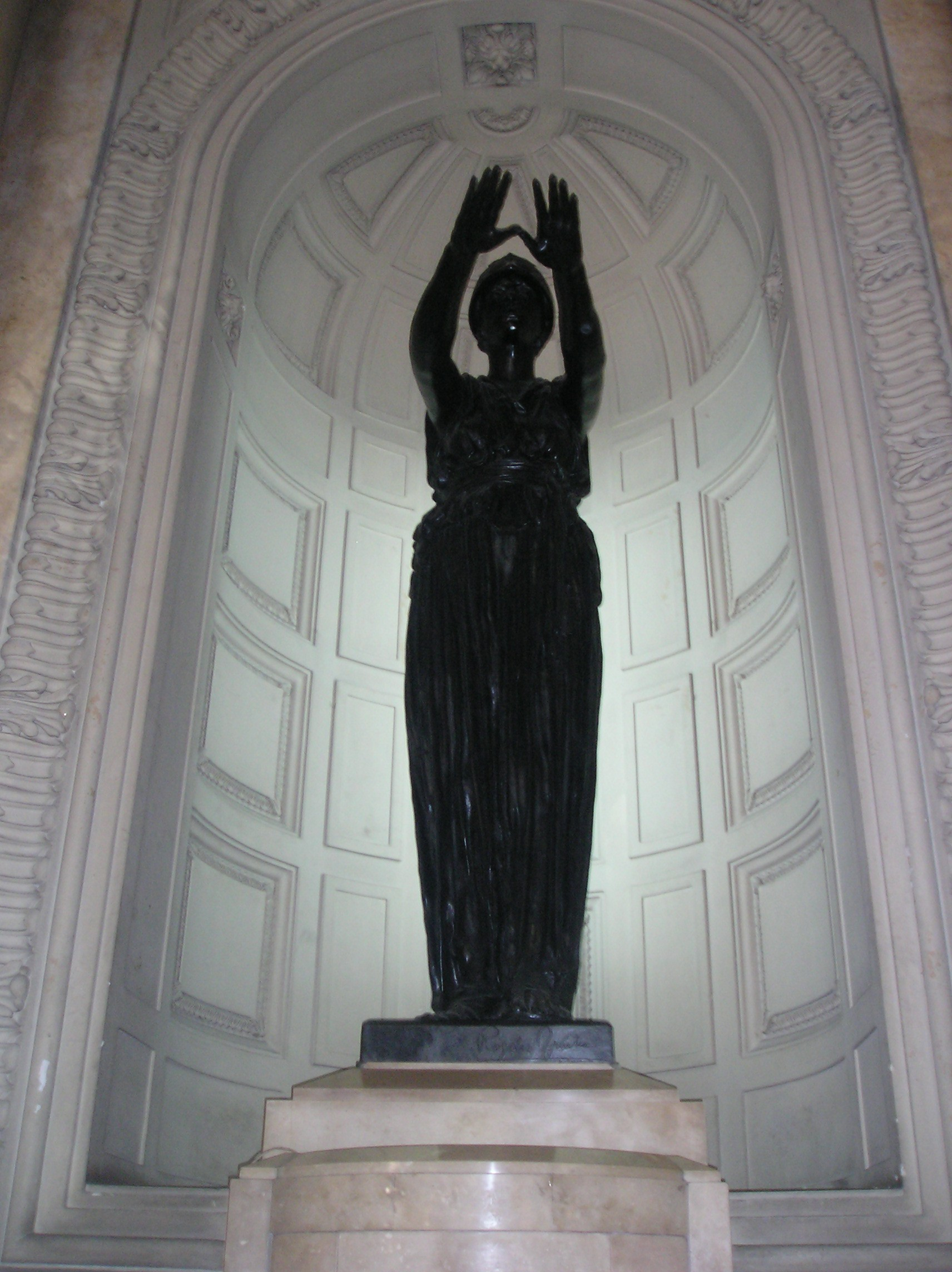
عدالت، توسط Rogelio Yrurtia

دادگاه عالی آرژانتین (به انگلیسی: Supreme Court of Argentina) از ۹ قاضی عالی (تا قبل از اصلاحات سال ۱۹۹۳ درسیستم قضایی کشور تعداد قاضی‌های مذکور ۵ تن بود) تشکیل می‌شود که از طرف رئیس جمهور پیشنهاد و پس از تصویب سنا، مصوب می‌شوند. این دیوان بر دادگاه‌های پایین‌تر نظارت دارد. دادگاه‌ها نیز عمدتاً به دو دسته جزایی و حقوقی تقسیم شده‌اند. ضمناً هریک از استان‌های کشور نیز نظیر دولت فدرال دارای دادگاه‌های مشابه و دیوان عالی خاص خود است که مستقیماً و مستقلاً عمل می‌کنند.
قانون اساسی آرژانتین مصوب سال ۱۸۵۳ میلادی است که از بسیاری جهات شبیه قانون اساسی ایالات متحده آمریکا می‌باشد. این قانون قوای سه‌گانه اجرایی، قانون‌گذاری و قضایی را از یکدیگر منفک و مجزا می‌داند و قوه قانون‌گذاری و به دو مجلس سنا و نمایندگان تقسیم می‌کند.